# Zingiber guangxiense
Zingiber guangxiense är en enhjärtbladig växtart som beskrevs av Ding Fang. Zingiber guangxiense ingår i släktet Zingiber och familjen Zingiberaceae. Inga underarter finns listade i Catalogue of Life.